# Бахадир II Ґерай
Бахади́р II Ґе́рай (*1722—†1791) — кримський хан у 1782 р. з династії Ґераїв, займав престол між двома правліннями Шахіна Ґерая. Син Ахмеда Ґерая.
Після воцаріння Шахіна Ґерая разом з деякими іншими членами ханського роду очолював опозицію проросійському режиму Шахіна Ґерая, збираючи сили на Тамані.
У 1782 році, заручившись підтримкою кримської аристократії, увійшов на півострів і розбив прихильників Шахіна Ґерая. Беї вибрали Бахадира II Ґерая кримським ханом.
Прийшовши до влади, Бахадир II Ґерай застосував суворі репресії до діячів адміністрації свого попередника.
Через декілька місяців Шахін Ґерай разом з російськими військами витіснив Бахадира II Ґерая з Бахчисараю і знов зайняв престол.
Відступаючи з Криму, Бахадир II Ґерай потрапив у полон до ворога. Шахін Ґерай наполягав на його страті, але росіяни відправили полоненого до Херсона, звідки Бахадир II Ґерай зумів вибратися на Кубань, а потім — до Османської імперії.
Помер в своєму маєтку поблизу Стамбула.